# ロクショウグサレキン
ロクショウグサレキン（緑青腐菌・緑青腐レ菌、学名: Chlorociboria aeruginosa）は、ロクショウグサレキン科ロクショウグサレキン属の極小型のキノコ（子囊菌）。木材腐朽菌（腐食性）。日本各地、北半球、ニュージーランドなど、世界の温帯に分布する。初夏から秋にかけて、シイ・カシ林や雑木林など、山地の湿った林内の地面に落ちている広葉樹の朽木、倒木、枯枝などに散生または群生する。地面の朽木を裏返すと見つけることが多い。食用不適。

## 形態
子実体は浅い皿形からお椀状（子囊盤）で、裏側の中央部に短い柄がついて盃状になる。子囊盤は径2 - 6ミリメートル (mm) 。全体が緑青色をしている。子囊盤の上面表層には、胞子を内蔵する子囊が一面に埋まっている。子囊胞子は大きさは8 - 13.5 × 2 - 3.5マイクロメートル (μm) の長楕円形から紡錘形で、無色。菌糸にキシリンデイン (Xylindein) とよばれる色素があるため、生えている木材を緑青色に染め上げる。托外披層はからみあう菌組織からなり、最外層の細胞から毛を生じ、その壁に粒状につく。

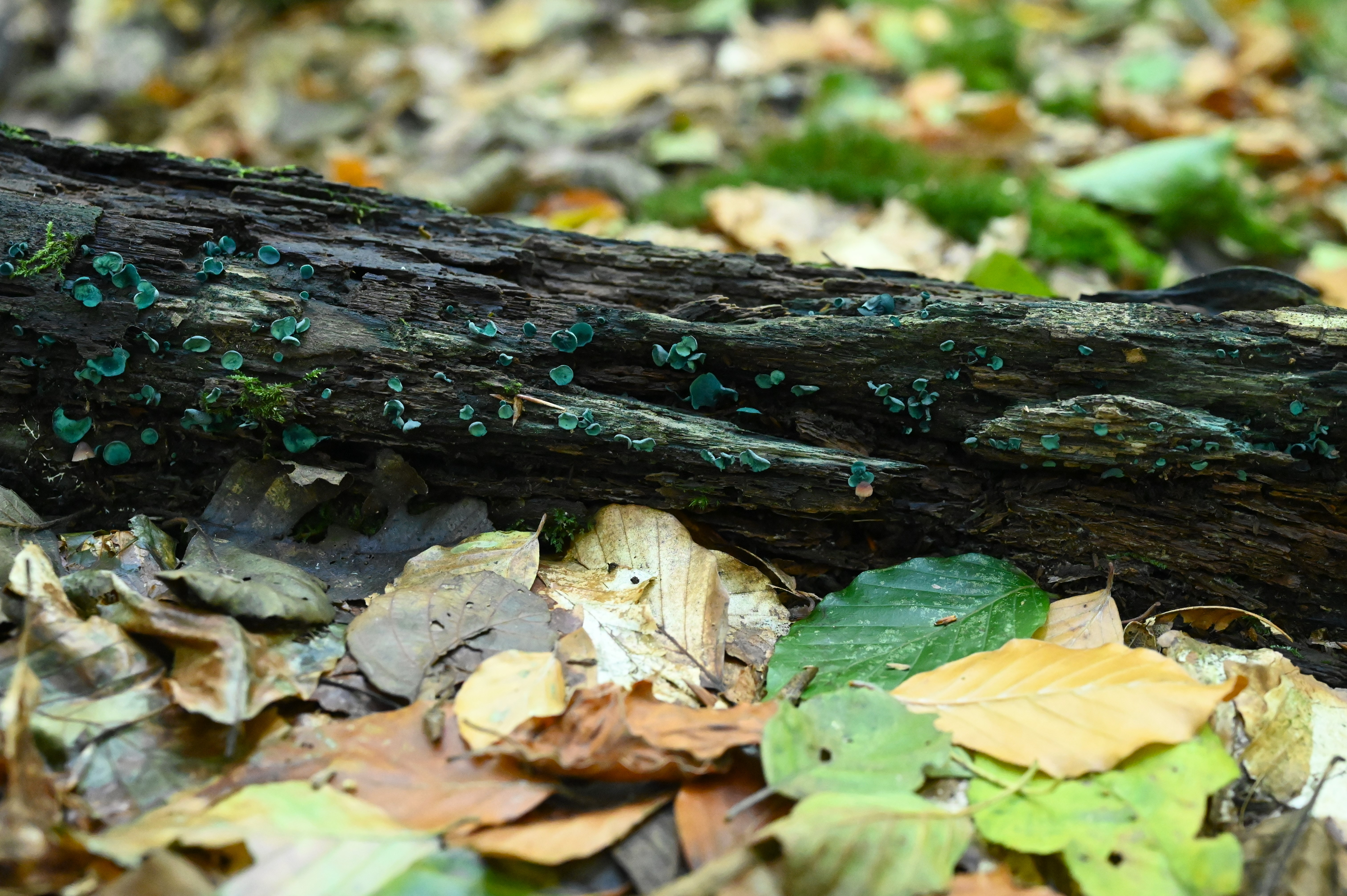
地上の倒木に群生したロクショウグサレキン
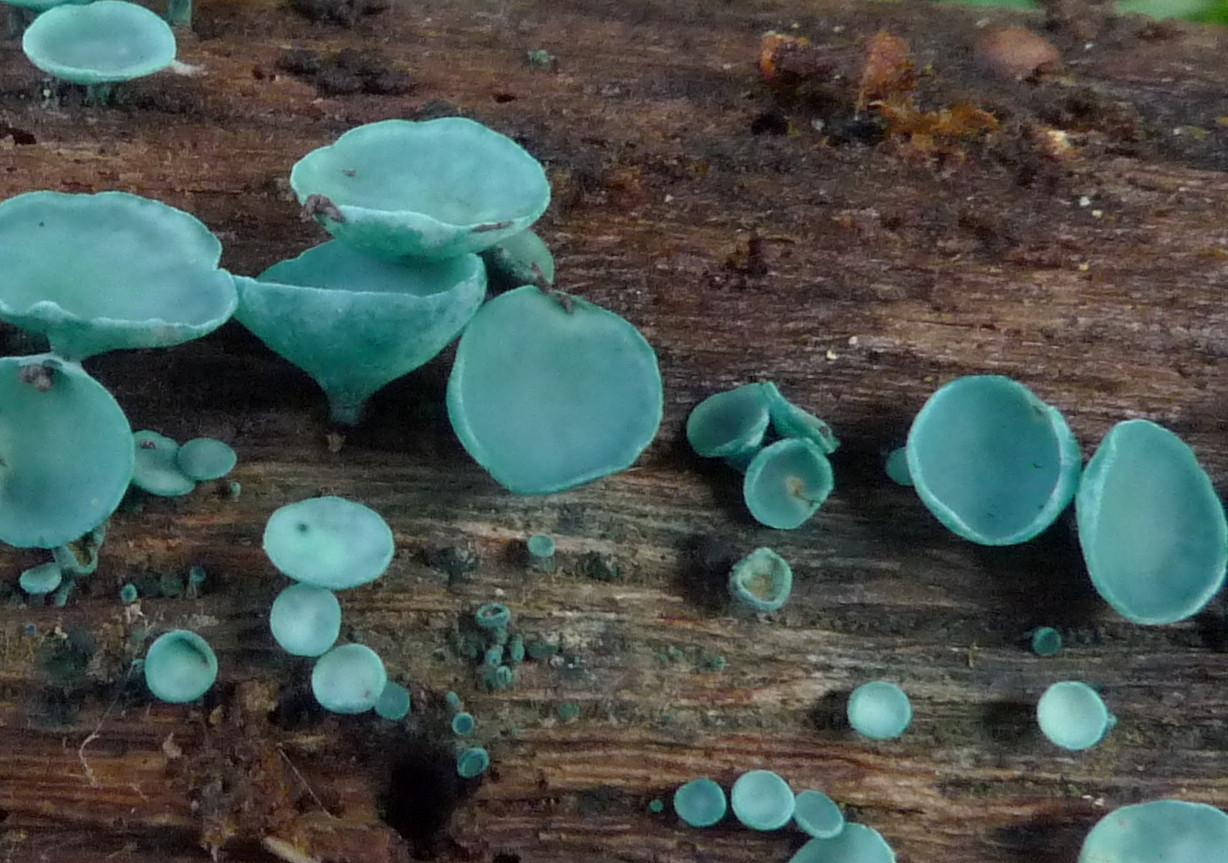
子実体は腕形で短い柄がその中心につく
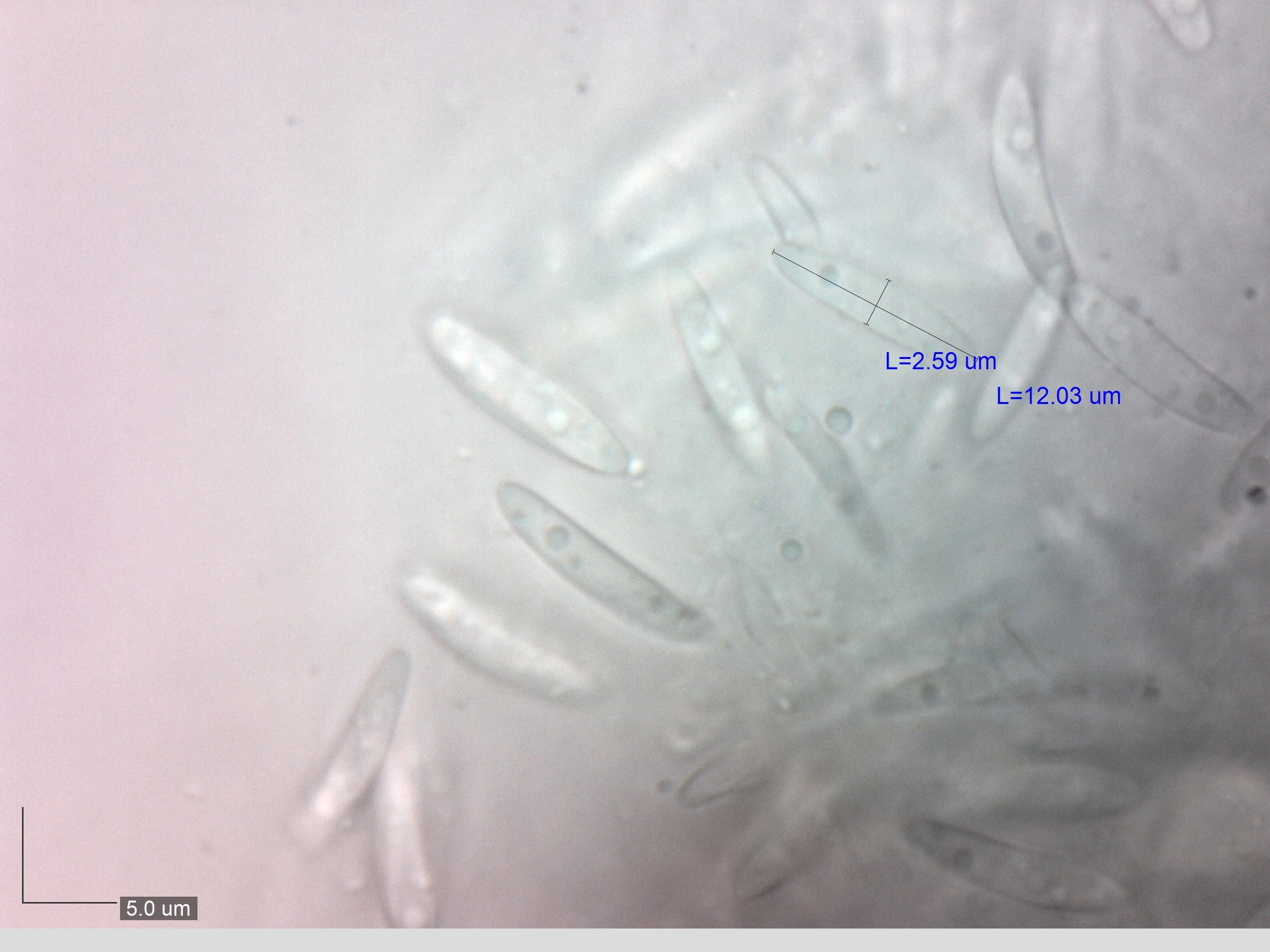
胞子の顕微鏡画像
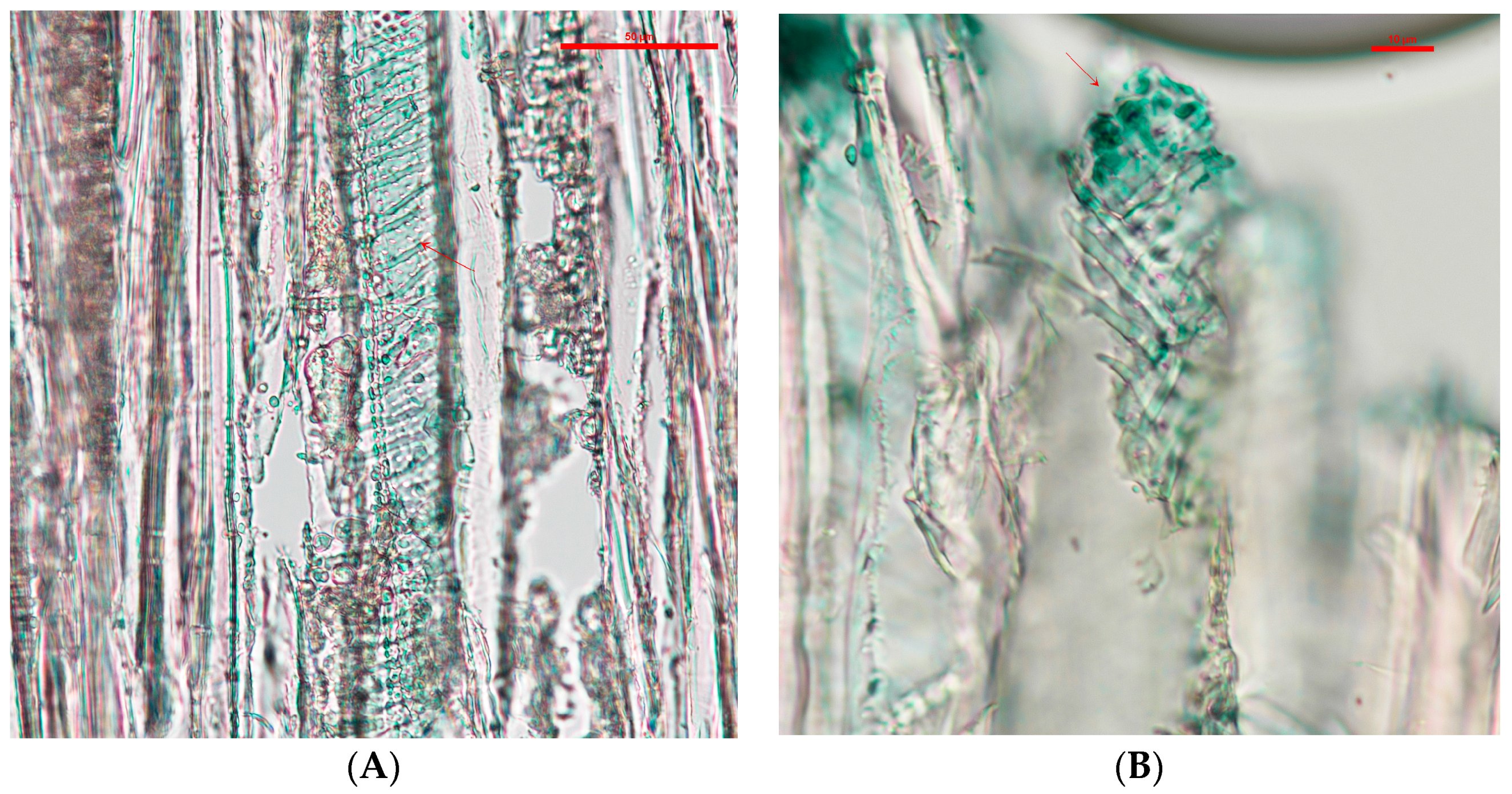
C. aeruginosa の色素を含むハコヤナギの道管細胞壁の顕微鏡画像。撮影倍数は (A) は20倍、(B) は40倍。

## 近似するキノコ
よく似ている近縁種のキノコに、ロクショウグサレキンモドキ（Chlorociboria aeruginascens）があり、子囊胞子が小型で、毛が平滑、柄が子実体の縁につく点で異なる。また、より小型のヒメロクショウグサレキン（Peziza omnivirens）というキノコもあり、大型の子囊胞子を持ち、子実体が白みがかった青色をしている。本種と合わせた3種ともキノコとしては小型の部類に入るが、緑青色の色彩と群生することで人目につきやすく、キノコが発生していなくても朽木は緑青色に染まっているので、これらの菌の存在がわかる。